# Bormes-les-Mimosas
Bormes-les-Mimosas là một xã thuộc tỉnh Var trong vùng Provence-Alpes-Côte d'Azur, Pháp. Xã này có diện tích 97,32 km², dân số năm 2006 là 7051 người. Xã này nằm ở khu vực có độ cao trung bình 150 mét trên mực nước biển.

## Biến động dân số
| Năm | 1962  | 1968  | 1975  | 1982  | 1990  | 1999  | 2006  |
| --- | ----- | ----- | ----- | ----- | ----- | ----- | ----- |
| Dân số | 2 486 | 2 965 | 3 093 | 3 839 | 5 083 | 6 324 | 7 051 |
| From the year 1962 on: No double counting—residents of multiple communes (e.g. students and military personnel) are counted only once. |       |       |       |       |       |       |       |